# 岑塔尔市镇

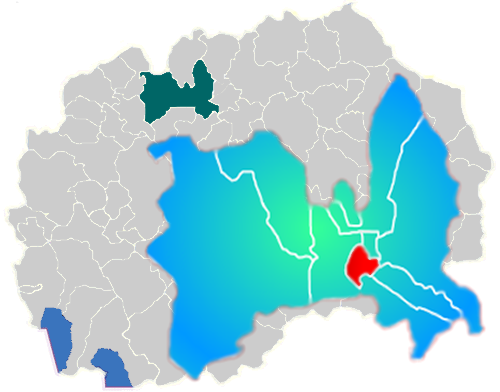
所在位置

岑塔尔市镇，北马其顿共和国的一个市镇，为构成首都斯科普里的10个市镇中的中心市镇。市镇面积为7.52平方公里，人口数量为45,412人。
北马其顿议会位于该市镇。

## 地理
该市镇西邻卡爾波什市鎮，北邻查伊尔市镇，东邻艾罗德龙市镇，南邻基塞拉沃達市鎮。